# Гоно Балабанов
Гоно Петков Балабанов е български революционер, деец на Вътрешната македоно-одринска революционна организация.

## Биография
Гоно Балабанов е роден в гевгелийското село Сехово, тогава в Османската империя, днес в Гърция. През 1897 година се включва в харамийската чета на Иванчо Карасулията, Спиро Карасулски и Апостол войвода, а скоро след това става член на ВМОРО. През 1902 година е изпратен с група четници за връзка между ениджевардарската чета на Апостол войвода и гевгелийската на Аргир Манасиев, но вместо това остава верен на Иванчо Карасулията в спора между вътрешни и върховисти и подпомага пленяването на дейците на ВМОРО Дельо Калъчов и Кочо Колищърков. Остава четник при Иванчо Карасулията, и е убит в сражение на 26 юни 1904 година в местността Падалище край Църна река. Според Ангел Динев е убит през септември 1903 година при чуката Картон, Изворско землище, след като четата на Иванчо е предадена от гъркомана Пано Колев от Горгопик.